# Snooker-Saison 2013/14
Die Snooker-Saison 2013/14 war eine Serie von Snooker-Turnieren, die der Main Tour angehörten.
Eine erste Version des provisorischen Kalenders wurde von der World Professional Billiards and Snooker Association (WPBSA) am 8. April 2013 veröffentlicht.
Neu im Kalender waren die Indian Open in Neu-Delhi, sowie das wiederbelebte Champion-of-Champions-Einladungsturnier, das die Premier League Snooker ersetzte. Die Players Tour Championship machte erstmals in den Orten Rotterdam, Doncaster und Mülheim an der Ruhr Station.
Ab dieser Saison nehmen 128 Spieler statt wie in der Vorsaison 2012/13 96 Spieler teil. 
Bei den Ranglistenturnieren wurde das Flach Format (Flat Draw) alle 128 Spieler starten in Runde 1, ab dieser Saison standard. Lediglich bei den Australian Goldfields Open 2013, dem Shanghai Masters 2013 und der Snookerweltmeisterschaft 2014 galt aufgrund alter Verträge noch der bisherige Modus, der den Top 16 der Weltrangliste einen Endrundenplatz garantierte.

## Saisonergebnisse
| Datum                                | Turnier                         | Austragungsort | Art                   | Sieger            | Finalist          | Ergebnis |
| 17. Juni bis 23. Juni 2013           | Wuxi Classic 2013               | Wuxi           | Weltranglistenturnier | Neil Robertson    | John Higgins      | 10:7     |
| 8. Juli bis 14. Juli 2013            | Australian Goldfields Open 2013 | Bendigo        | Weltranglistenturnier | Marco Fu          | Neil Robertson    | 9:6      |
| 2. September bis 7. September 2013   | 6-Red World Championship 2013   | Bangkok        | Einladungsturnier     | Mark Davis        | Neil Robertson    | 8:4      |
| 16. September bis 22. September 2013 | Shanghai Masters 2013           | Shanghai       | Weltranglistenturnier | Ding Junhui       | Xiao Guodong      | 10:6     |
| 14. Oktober bis 18. Oktober 2013     | Indian Open 2013                | Neu-Delhi      | Weltranglistenturnier | Ding Junhui       | Aditya Mehta      | 5:0      |
| 19. Oktober bis 20. Oktober 2013     | World Seniors Championship 2013 | Portsmouth     | Einladungsturnier     | Steve Davis       | Nigel Bond        | 2:1      |
| 27. Oktober bis 3. November 2013     | International Championship 2013 | Chengdu        | Weltranglistenturnier | Ding Junhui       | Marco Fu          | 10:9     |
| 19. November bis 24. November 2013   | Champion of Champions 2013      | Coventry       | Einladungsturnier     | Ronnie O’Sullivan | Stuart Bingham    | 10:8     |
| 26. November bis 8. Dezember 2013    | UK Championship 2013            | York           | Weltranglistenturnier | Neil Robertson    | Mark Selby        | 10:7     |
| 12. Januar bis 19. Januar 2014       | Masters 2014                    | London         | Einladungsturnier     | Ronnie O’Sullivan | Mark Selby        | 10:4     |
| 24. Januar bis 26. Januar 2014       | Snooker Shoot-Out 2014          | Blackpool      | Einladungsturnier     | Dominic Dale      | Stuart Bingham    | 77:19    |
| 29. Januar bis 2. Februar 2014       | German Masters 2014             | Berlin         | Weltranglistenturnier | Ding Junhui       | Judd Trump        | 9:5      |
| 19. Februar bis 2. März 2014         | Welsh Open 2014                 | Newport        | Weltranglistenturnier | Ronnie O’Sullivan | Ding Junhui       | 9:3      |
| 6. Januar bis 6. März 2014           | Championship League 2014        | Stock, Essex   | Einladungsturnier     | Judd Trump        | Martin Gould      | 3:1      |
| 10. März bis 16. März 2014           | Haikou World Open 2014          | Haikou         | Weltranglistenturnier | Shaun Murphy      | Mark Selby        | 10:6     |
| 31. März bis 6. April 2014           | China Open 2014                 | Peking         | Weltranglistenturnier | Ding Junhui       | Neil Robertson    | 10:5     |
| 19. April bis 5. Mai 2014            | World Championship 2014         | Sheffield      | Weltranglistenturnier | Mark Selby        | Ronnie O’Sullivan | 18:14    |

## Players Tour Championship
| Nr.    | Datum                                | Turnier                                    | Austragungsort | Sieger            | Finalist          | Ergebnis |
| 01     | 6. Juni bis 9. Juni 2013             | ET Event 1 – Bulgarian Open 2013           | Sofia          | John Higgins      | Neil Robertson    | 4:1      |
| 02     | 11. Juni bis 15. Juni 2013           | AT Event 1 – Yixing Open 2013              | Yixing         | Joe Perry         | Mark Selby        | 4:1      |
| 03     | 18. Juli bis 21. Juli 2013           | ET Event 2 – Rotterdam Open 2013           | Rotterdam      | Mark Williams     | Mark Selby        | 4:3      |
| 04     | 14. August bis 17. August 2013       | ET Event 3 – Bluebell Wood Open 2013       | Doncaster      | Ricky Walden      | Marco Fu          | 4:3      |
| 05     | 22. August bis 25. August 2013       | ET Event 4 – Paul Hunter Classic 2013      | Fürth          | Ronnie O’Sullivan | Gerard Greene     | 4:0      |
| 06     | 23. September bis 27. September 2013 | AT Event 2 – Zhangjiagang Open 2013        | Zhangjiagang   | Ju Reti           | Michael Holt      | 4:1      |
| 07     | 3. Oktober bis 6. Oktober 2013       | ET Event 5 – Ruhr Open 2013                | Mülheim        | Mark Allen        | Ding Junhui       | 4:1      |
| 08     | 20. Oktober bis 24. Oktober 2013     | AT Event 3 – Zhengzhou Open 2013           | Zhengzhou      | Liang Wenbo       | Lü Haotian        | 4:0      |
| 09     | 7. November bis 10. November 2013    | ET Event 6 – Kay Suzanne Memorial Cup 2013 | Gloucester     | Mark Allen        | Judd Trump        | 4:1      |
| 10     | 14. November bis 17. November 2013   | ET Event 7 – Antwerp Open 2013             | Antwerpen      | Mark Selby        | Ronnie O’Sullivan | 4:3      |
| 11     | 6. Februar bis 9. Februar 2014       | ET Event 8 – Gdynia Open 2014              | Gdingen        | Shaun Murphy      | Fergal O’Brien    | 4:1      |
| 12     | 4. März bis 8. März 2014             | AT Event 4 – Dongguan Open 2014            | Dongguan       | Stuart Bingham    | Liang Wenbo       | 4:1      |
| Finale | 25. März bis 29. März 2014           | Grand Finals                               | Preston        | Barry Hawkins     | Gerard Greene     | 4:0      |

## Multisportevents
| Datum                      | Turnier                                  | Austragungsort | Disziplin              | Gold                | Silber                        | Bronze             |
| 29. Juni bis 1. Juli 2013  | Asian Indoor and Martial Arts Games 2013 | Incheon        | Six-Red-Snooker Einzel | Xiao Guodong        | Amir Sarkhosh                 | Ali Al Obaidli     |
| 29. Juni bis 1. Juli 2013  | Asian Indoor and Martial Arts Games 2013 | Incheon        | Six-Red-Snooker Einzel | Xiao Guodong        | Amir Sarkhosh                 | Omar Al-Kojah      |
| 1. Juli bis 2. Juli 2013   | Asian Indoor and Martial Arts Games 2013 | Incheon        | Snooker Mannschaft     | Volksrepublik China | Unabhängige Olympiateilnehmer | Chinesisch Taipeh  |
| 1. Juli bis 2. Juli 2013   | Asian Indoor and Martial Arts Games 2013 | Incheon        | Snooker Mannschaft     | Volksrepublik China | Unabhängige Olympiateilnehmer | Syrien             |
| 3. Juli bis 6. Juli 2013   | Asian Indoor and Martial Arts Games 2013 | Incheon        | Snooker Einzel         | Cao Yupeng          | Ding Junhui                   | Aditya Mehta       |
| 3. Juli bis 6. Juli 2013   | Asian Indoor and Martial Arts Games 2013 | Incheon        | Snooker Einzel         | Cao Yupeng          | Ding Junhui                   | Saleh Mohammad     |
| 26. Juli bis 30. Juli 2013 | World Games 2013                         | Cali           | Snooker Einzel         | Aditya Mehta        | Liang Wenbo                   | Dechawat Poomjaeng |

## Weltrangliste
Seit der Saison 2010/11 wird die Snookerweltrangliste nach jedem Turnier aktualisiert, bei dem es Ranglistenpunkte gibt. Diese wird mehrmals in der Saison – zu den sogenannten Cut-off-Points – zur neuen Setzliste für die folgenden Turniere.

## Qualifikation für die Main Tour 2013/14 und 2014/15
Neben den 64 bestplatzierten Spielern der Weltrangliste am Ende der Saison 2012/13 und den 32 Spielern, die für die Saisons 2012/13 und 2013/14 einen garantierten Startplatz bekommen hatten, erhielten 36 weitere einen Startplatz für die Spielzeiten 2013/14 und 2014/15.
| Qualifikation über die PTC Order of Merit: - Joe Swail - Andrew Pagett - Gary Wilson - Andrew Norman - John Astley - Allan Taylor - Kyren Wilson - Chris Norbury Qualifikation über die Asian-PTC Order of Merit - Li Hang - Jin Long - Shi Hanqing - Cao Xinlong | Qualifikation über die Q School (Turnier 1, Turnier 2 und Turnier 3) - Elliot Slessor - Alex Davies - Lee Page - Hammad Miah - Ahmed Saif - Ross Muir - Ryan Clark - Alexander Ursenbacher - David Morris - Lee Spick - Chris Wakelin - Fraser Patrick | Qualifikation über die EBSA Qualifying Tour: - Patrick Einsle - Jak Jones - Stuart Carrington Nominierungen der National- bzw. Kontinentalverbände - Alex Borg (IBSF-Nominierung) - Ratchayothin Yotharuck (ACBS-Nominierung) - Igor Figueiredo (Amerika) - Vinnie Calabrese (Ozeanien) Internationale Meisterschaften: - Lü Haotian (IBSF-U21-Weltmeister) - Robin Hull (EBSA-Europameister) - James Cahill (EBSA-U21-Europameister) - Noppon Saengkham (ACBS-U21-Asienmeister) - Khalid Belaied Abumdas (ABSF-Vize-Afrikameister) |

## Punkteschlüssel
Gesetzte Spieler, die ihr erstes Spiel verloren, erhielten nur die halbe Punktzahl (in der Tabelle in Klammern unter der regulären Punktzahl dargestellt).
| Runde                                           |                                |                                    | Letzte 128                            | Letzte 64                         | Letzte 32                                   | Achtelfinale | Viertelfinale | Halbfinale | Zweiter | Sieger |
| ----------------------------------------------- | ------------------------------ | ---------------------------------- | ------------------------------------- | --------------------------------- | ------------------------------------------- | ------------ | ------------- | ---------- | ------- | ------ |
|                                                 |                                |                                    | Plätze 1–64 vs. Plätze 65–128         |                                   |                                             |              |               |            |         |        |
| Wuxi Classic                                    |                                |                                    | 560                                   | 1260                              | 1960                                        | 2660         | 3500          | 4480       | 5600    | 7000   |
| Indian Open                                     |                                |                                    | 400                                   | 900                               | 1400                                        | 1900         | 2500          | 3200       | 4000    | 5000   |
| International Championship                      |                                |                                    | 640                                   | 1440                              | 2240                                        | 3040         | 4000          | 5120       | 6400    | 8000   |
| UK Championship                                 |                                |                                    | 640                                   | 1440                              | 2240                                        | 3040         | 4000          | 5120       | 6400    | 8000   |
| German Masters                                  |                                |                                    | 400                                   | 900                               | 1400                                        | 1900         | 2500          | 3200       | 4000    | 5000   |
| Welsh Open                                      |                                |                                    | 400                                   | 900                               | 1400                                        | 1900         | 2500          | 3200       | 4000    | 5000   |
| Haikou World Open                               |                                |                                    | 560                                   | 1260                              | 1960                                        | 2660         | 3500          | 4480       | 5600    | 7000   |
| China Open                                      |                                |                                    | 560                                   | 1260                              | 1960                                        | 2660         | 3500          | 4480       | 5600    | 7000   |
| Runde                                           | Letzte 128                     | Letzte 96                          | Letzte 64                             | Letzte 48                         | Letzte 32                                   | Achtelfinale | Viertelfinale | Halbfinale | Zweiter | Sieger |
|                                                 | Plätze 65–96 vs. Plätze 97–128 | Plätze 33–64 vs. Sieger Letzte 128 | Sieger Letzte 96 vs. Sieger Letzte 96 | Plätze 17–32 vs. Sieger Letzte 64 | Plätze 1–16 vs. Sieger Letzte 48            |              |               |            |         |        |
| Australian Goldfields Open                      | 400 (200)                      | 650 (325)                          | 900                                   | 1150 (575)                        | 1400 (700)                                  | 1900         | 2500          | 3200       | 4000    | 5000   |
| Shanghai Masters                                | 560 (280)                      | 910 (455)                          | 1260                                  | 1610 (805)                        | 1960 (980)                                  | 2660         | 3500          | 4480       | 5600    | 7000   |
| Snookerweltmeisterschaft                        | 800 (400)                      | 1300 (650)                         | 1800                                  | 2300 (1150)                       | 2800 (1400)                                 | 3800         | 5000          | 6400       | 8000    | 10000  |
| Runde                                           |                                |                                    | Letzte 128                            | Letzte 64                         | Letzte 32                                   | Achtelfinale | Viertelfinale | Halbfinale | Zweiter | Sieger |
|                                                 |                                |                                    | Plätze 1–64 vs. Plätze 65–128         |                                   |                                             |              |               |            |         |        |
| Players Tour Championship (alle 12 Vorturniere) |                                |                                    | 0                                     | 360                               | 560                                         | 760          | 1000          | 1280       | 1600    | 2000   |
| Runde                                           |                                |                                    |                                       |                                   | Letzte 32                                   | Achtelfinale | Viertelfinale | Halbfinale | Zweiter | Sieger |
|                                                 |                                |                                    |                                       |                                   | (Qualifikation über die 12 PTC-Vorturniere) |              |               |            |         |        |
| Players Tour Championship (Finalturnier)        |                                |                                    |                                       |                                   | 840                                         | 1140         | 1500          | 1920       | 2400    | 3000   |